# Adriano (football, janvier 1982)
Pour les articles homonymes, voir Adriano.
Adriano Ferreira Martins, plus communément appelé Adriano est un footballeur brésilien né le 21 janvier 1982. Il évolue au poste d'attaquant.

## Palmarès
- Champion du Brésil de Série B en 2009 avec le Vasco da Gama
- Meilleur buteur du championnat du Qatar 2011–2012 avec 18 buts